# I Am Furious (Yellow)
«I Am Furious (Yellow)» («Я яростный и жёлтый») — восемнадцатый эпизод тринадцатого сезона мультсериала «Симпсоны». Премьера эпизода состоялась 28 апреля 2002 года.

## Сюжет

Кадр из мультфильма «Папа Зол»

Отец Милхауса Кирк выступает перед детьми в Спрингфилдской Начальной школе и рассказывает о своей должности помощника дистрибьютора авиапассажиров. В связи со скучной речью Директор Скиннер и Эдна Крабаппл просят Лизу помочь им и посетить Спрингфилдское ораторское бюро, чтобы найти лучшего оратора. Они находят Джеффа Дженкинса, создателя популярного телевизионного мультфильма «Опасный пёс». Он приходит в школу, чтобы рассказать побольше об «Опасном псе», также он показывает детям отрывок из особенного пасхального выпуска. Он очаровывает детей, рассказывая им о производстве мультфильма. К большому ужасу Скиннера, Дженкинс рассказывает ученикам о том, как легка его работа и то, что ему никогда не нужно трудиться на работе. Вскоре каждый ребёнок в школе создает свой собственный комикс, но все они являются плагиатом «Опасного пса». Барт также создает свой собственный комикс «Опасный тип» (который на самом деле является собакой) и пытается продать его Продавцу Комиксов, но тот раскритиковал его работу. Тут в магазин комиксов зашёл Стэн Ли. Осмотрев комикс Барта, он также говорит мальчику, что его комикс плохой, но Барт не должен расстраиваться: он должен сильно постараться, чтобы «найти свой собственный голос».
Дома Барт придумывает персонажа по имени Папа Зол, основанного на Гомере и его частых вспышках ярости. Барт выпускает первый выпуск «Папа Зол», который становится хитом среди детей в школе. Но Лиза, прочитав комикс, возненавидела его и выдаёт «Злого Папу» за очевидный плагиат, сказав, что это очень оскорбительно для их отца по всем аспектам. Тогда Барт решает сделать персонажа-помощника для Злого Папы: девочку по имени Сестрица-Всезнайка, основанную на Лизе и её интеллекте. Вскоре Лиза смягчается (как только она получает в комиксе пони и последнюю строку комикса), а Барт создаёт ещё больше выпусков «Злого Папы». После чтения этих комиксов Продавец Комиксов находит их очень впечатляющими и, к радости Барта, соглашается продавать их.
Во время подписания автографов в школьном дворе к Барту подошёл представитель развлекательного интернет-сайта. Он хочет сделать онлайн-мультсериал по комиксам «Папа Зол», и Барт соглашается сотрудничать в обмен на акции. Мультфильм становится хитом Интернета, став самым популярным непорнографическим веб-сайтом за всё время. Единственный, кто ещё не знает о Злом Папе — Гомер, который узнает о нём в один прекрасный день на работе, когда Ленни, Карл, Смитерс и мистер Бёрнс смотрят «Злого Папу». Вначале Гомер находит мультфильм очень смешным, но вскоре он понимает, что выглядит точно так же, как Папа Зол и что создателем комикса и мультсериала является Барт, а это значит, что Гомер и Папа Зол — одно и то же лицо. Он становится посмешищем и в Интернете, и в Спрингфилде. Во время поездки домой униженный Гомер остановился в городе, жители которого делают всё возможное, чтобы ещё больше разозлить Гомера, в результате чего его рука застряла в одной из дверей автомобиля, заставив Гомера стонать от боли. В результате горожане ещё больше смеются над беднягой, которому приходится пешком бежать домой. По возвращении домой яростный Гомер находит Барта и Милхауса, смеющихся над мультфильмом «Папа Зол», и душит Барта за полученное из-за его мультфильмов унижение от горожан. В конце концов, Мардж и Лиза останавливают Гомера и успокаивают его. Хотя Лиза признаётся, что она пока не поклонник комиксов Барта, она говорит папе, что для решения своих вопросов надо научиться управлять гневом. Гомер соглашается с этого момента начать подавлять свой гнев. Но когда Мардж настаивает, чтобы Гомер ещё и сел на диету, он отказывается, говоря, что сможет отказаться только от гнева, а не от своих любимых блюд.
На следующий день Гомер остаётся верным своему слову и становится спокойным, несмотря на трудности в поддержании спокойствия, так как всякий раз, когда возникают усугубляющие ситуации, Гомер пытается подавить свой гнев, в результате чего у него на шее растут шишки. Тем не менее его новое спокойное поведение лишает Барта вдохновения, поэтому Барт и Милхаус создают ловушку для Гомера, чтобы снова разозлить его. Позже они идут в офис интернет-компании, где узнают, что та стала банкротом из-за фондовых долгов. Гомер приходит домой и натыкается на ловушку Барта, но остаётся спокойным на протяжении всей ловушки, что приводит к ещё большим шишкам на шее. Ловушка заканчивается тем, что Гомер падает в бассейн, полный зелёной краски, что наконец побудило его сойти с ума и в ярости бегать по городу, причиняя большой ущерб. Полиция ловит его, и Гомер попадает в больницу.
В больнице Мардж сердится на Барта за усугубление своей шуткой гнева Гомера, поскольку теперь им требуется заплатить 10 миллионов долларов за возмещение ущерба, нанесённым разозлившимся Гомером городу, и клянется, что за это она его накажет. Тем не менее доктор Хибберт отрицает вину мальчика, сказав, что Барт разозлив Гомера, фактически спас ему жизнь. Он объясняет, что шишки на шее были вызваны гневом, подавление которого привело бы к поражению нервной системы Гомера, не останови его Барт своей шуткой. Хибберт убеждает Мардж, что за это она должна поощрить сына, а не наказывать. Гомер благодарит Барта, взяв его на рыбалку, где сын продолжает сердить его, но на этот раз Гомер пытается направить гнев во благо.

## Культурные отсылки
- Название эпизода является пародией на шведский арт-хаусный фильм 1967 года «Я любопытна — жёлтый».
- «I Am Furious (Yellow)» ссылается на пузырь доткомов – спекулятивный пузырь, существовавший примерно в 1995—2000 гг.
- В эпизоде есть ссылки на соперничество  Marvel Comics и DC Comics: Появившийся в лавке комиксов Стэн Ли прикрыл комикс про Супермена, комиксом про Людей-Х; он также обратился к мальчику, играющему с Бэтмобилем, и сломал его фигуркой Существа.
- Покрытый зеленой краской взбешенный Гомер, отсылка к другому персонажу Marvel Comics — Халку. Стэн Ли говорит, что он не Халк (В переводе РЕН-ТВ он сказал Кинг-Конг, то же подмечает Ленни), «Вот Халк!», и пытается в него превратиться (что, по словам Продавца Комиксов, у него почти получилось).
- Другая сцена в эпизоде ссылается на датского физика Нильса Бора.